# Takuya Yasui
Takuya Yasui (安井 拓也 Yasui Takuya?, Inami, Hyōgo, 21 de noviembre de 1998) es un futbolista japonés que juega como centrocampista en el JEF United Chiba de la J2 League.

## Trayectoria

### Clubes
| Club                 | País  | Año       |
| -------------------- | ----- | --------- |
| Vissel Kobe          | Japón | 2017-2021 |
| F. C. Machida Zelvia | Japón | 2021-2024 |
| JEF United Chiba     | Japón | 2025-     |

## Palmarés

### Títulos nacionales
| Título             | Club        | País  | Año  |
| ------------------ | ----------- | ----- | ---- |
| Copa del Emperador | Vissel Kobe | Japón | 2019 |
| Supercopa de Japón | Vissel Kobe | Japón | 2020 |